# 港子尾 (安定區)
港子尾，原寫為港仔尾，是臺灣臺南市安定區的一個傳統地域名稱，位於該區中部，並向東縮小延伸至邊界。相較於今日行政區，其範圍大致包括港尾里不含東北端、文科里東部中央大段、安加里南端。
本地區境內主要聚落為港仔尾、油車、四分藔、下洲仔，在西南部邊界地帶設有南安國小。

## 歷史
台灣日治初期，港子尾地區為一街庄，稱為「港仔尾庄」（舊制街庄），隸屬於安定里東堡。該庄昔日北及東北與直加弄庄為鄰，東南與看西庄為鄰，南邊為港口庄，西邊為管藔庄。
1901年（日治明治三十四年）11月11日，全台廢縣廳改設二十廳，該庄隸屬於臺南廳。1904年（明治三十七年）3月31日，該庄編入「安定里東區」，隸屬於臺南廳。1909年（明治四十二年）10月25日，全台合併二十廳為十二廳，安定里東區仍隸屬於臺南廳。1920年（大正九年）10月1日，全台地方制度大改正，廢十二廳改設五州二廳，該庄改制並雅化為「港子尾」大字，隸屬於臺南州新化郡安定庄（新制街庄）。
戰後安定庄改制為安定鄉，隸屬於臺南縣，大字亦改制為村。1950年（民國39年）10月25日，雲、嘉、南分治，安定鄉仍隸屬於臺南縣。2010年（民國99年）12月25日，臺南縣、市合併為直轄臺南市，安定鄉改制為安定區，村亦改制為里。

## 聚落
本地區發展較早的聚落為港仔尾、油車、四分藔、下洲仔，在日治初期的官方地圖上已有記載。

## 交通
國道1號又稱「中山高速公路」，是貫穿台灣西部的兩條縱向高速公路之一，經過本地區東部凸出部分，並在本地區東北部邊界不遠處的縣道178號交會口設有安定交流道。由此可快速前往國道1號沿線各地。
市道178號是安南區中崙（實際起點長安）至大內區大匏崙的道路，經過本地區港仔尾聚落。由該道路西行（大方向）可前往安南區東北部，並止於省道台17甲線路口；東行（大方向）可前往安定區安定市區、善化區、山上區西北端、大內區，並止於省道台84線（東西向快速公路－北門玉井線）二溪交流道西北側。
區道南132線是海寮至安定的道路，經過本地區西部的四分藔、油車兩個聚落。
區道南132-1線是海寮至南安的道路，其東北側端點（終點）位於本地區西部的區道南132線路口。
區道南134線是南安至新市的道路，其西側端點（起點）位於本地區西南角西側不遠處的區道南132線路口，由此向東南會經過本地區四分藔聚落南側。

## 公務機關
- 南安國小